# Igreja de Santiago (Lisboa)
A Igreja Paroquial de Santiago, também designada por Igreja de São Tiago e São Martinho, situa-se na Rua de Santiago, na freguesia de Santa Maria Maior (antiga freguesia de Santiago desde 1160 a 2013), município e distrito de Lisboa, em Portugal.
Localizando-se entre o Castelo de São Jorge e o Miradouro de Santa Luzia, a Igreja de Santiago está classificada como Imóvel de Interesse Público desde 1996.

## História
A mais antiga referência conhecida à Igreja de Santiago é do ano 1160. O seu orago é de um santo da predileção da gente do norte peninsular, da Galiza e do Entre-Douro-e-Minho.
Aparece mencionada pela primeira vez num códice datado de 1247 (era cristã de 1209) como Ecclesiæ Sanctus Jacobus de Ulixbona.

Entre 1211 e 1274 é referenciada no documento das Inquirições onde se faz a menção dos bens do património real, das igrejas, dos mosteiros e das ordens militares.

A colação da freguesia de Santiago à Igreja foi só a partir do ano de 1299 quando aparece definida como Colacione Santi Iacobi.

Passou a paróquia a partir de 1337 quando era bispo de Lisboa D. João Afonso de Brito e o pároco da Igreja D. Gonçalo Martins. 

Há fortes probabilidades de ter sido reedificada no reinado de D. Afonso IV, após o terramoto de Julho de 1344 (M-VII/VIII).

Segundo documentos de 1405, foi Igreja do Padroado Régio e manteve-se com esse estatuto, duma forma continuada.

De acordo com registos do cartório, os filhos de Gil Vicente foram batizados nesta Igreja em finais do século XV. Embora não havendo documentação que o comprove, há quem afirme que em 1479, Cristóvão Colombo aqui se teria casado com Filipa Moniz Perestrelo.

O sismo de 26 de Janeiro de 1531 (M-VIII/IX) deve ter afetado a Igreja de Santiago e conjuntamente com os restauros feitos durante o século XVI, desfiguraram-na irremediavelmente.

O terramoto de 1755 (M-IX), atingiu-a fortemente distraindo-lhe o teto, a fachada principal, o Altar-Mor e a parede mestra do lado do Evangelho. Salvou-se a Capela da Arcada também chamada de Nossa Senhora do Rosário, "a Franca" que se encontra do lado da Epístola e onde se continuou a celebrar o culto. Em 1762 as obras de reparação estavam terminadas.

Por portaria de 17 de Outubro de 1836, foi-lhe anexada a paróquia de São Martinho, com cerimónia eclesiástica realizada em 10 de Fevereiro de 1837, passando a ter a invocação de São Tiago e de São Martinho.

Sabe-se que teve obras de conservação e de restauro no ano de 1838.

## Caracterização arquitetónica

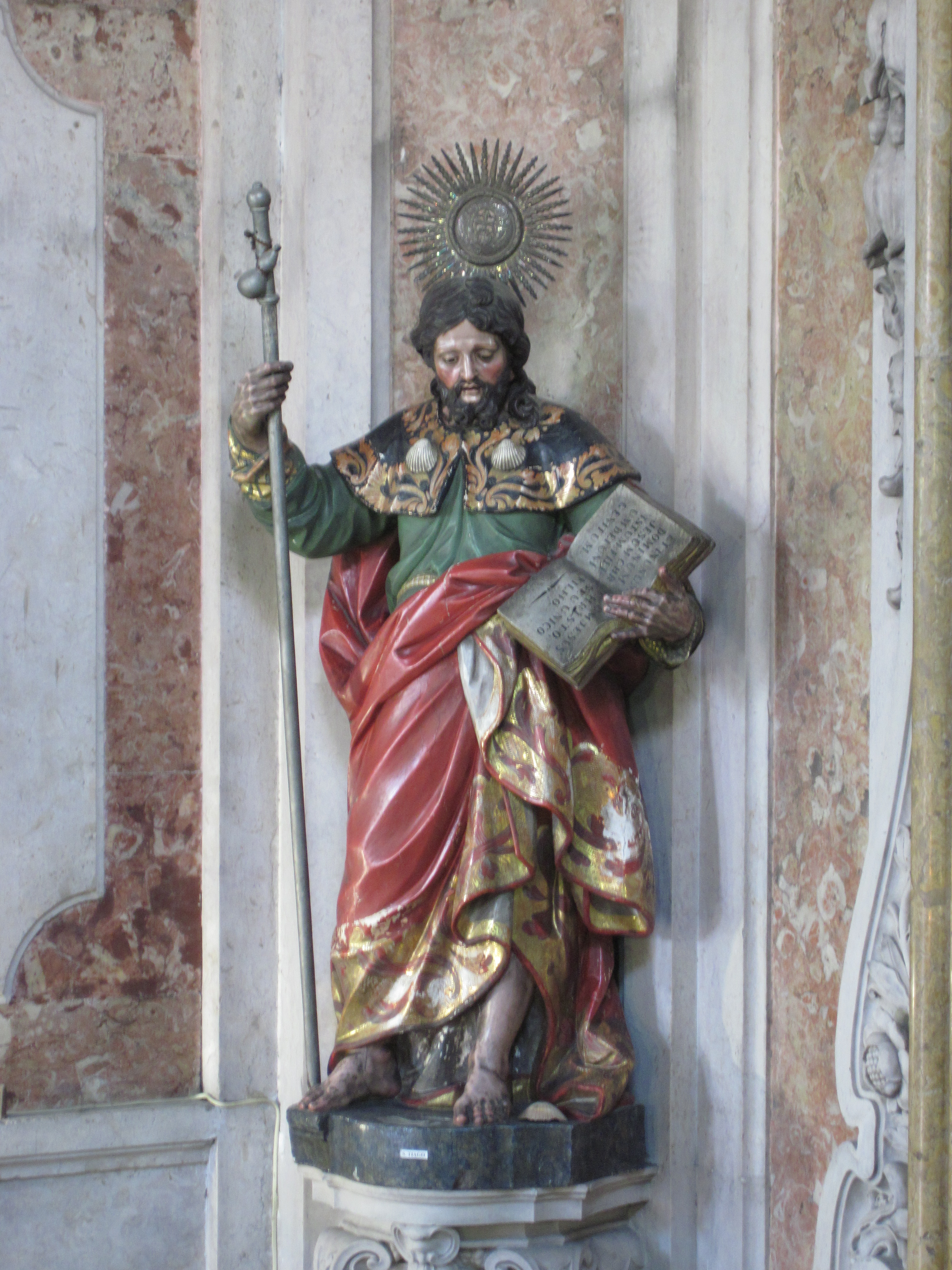
Imagem de Santiago

### Exterior
Tem um portal em cantaria com frontão onde se encontram esculpidas as armas da Ordem de Santiago compostas por espada, bordão, cabaça e viera e sob estas a data MDCCLXXIII.

A encimá-lo encontra-se um janelão central flanqueado por duas janelas que dão para o coro, rematado por um perfil curvilíneo borrominiano com uma cruz de ferro sobre acrotério.

Na prumada direita da fachada eleva-se a Torre Sineira (século XVIII) coroada por um coruchéu.

### Interior
Prevalece a feição maneirista, com planta traçada longitudinalmente numa nave única composta por Capela-Mor, altares no lado do Evangelho e capela barroca do lado da Epístola.

Na parte superior do arco da Capela-Mor, está a Cruz Espatária de Santiago pintada a vermelho.

No teto da nave estão pintados doze Medalhões (século XVIII) e ao centro a Assunção da Virgem aos pés da qual se encontra o Apóstolo São Tiago.

Em ambos os lados da entrada, existem Pias de Água Benta (século XVIII) e sobre o guarda-vento um coro alto onde se encontra um Órgão Móvel (século XVIII), obra de António Xavier Machado e Cerveira.

#### Lado do Evangelho
À entrada encontra-se a imagem de Nossa Senhora das Dores com Nosso Senhor dos Passos (século XVIII) e sobre ela um quadro representando Pentecostes-A Descida do Espírito Santo Sobre os Apóstolos (século XVIII). Ao lado está a imagem do Senhor Jesus dos Aflitos (século XVIII).

Na parede virada a norte existe uma capela e dois altares suportados por colunas e pilastras de madeira pintadas a branco imitando os da parede oposta. Ao centro está a Capela da Nossa Senhora das Candeias com o Menino (século XVIII) ladeada por São Miguel Arcanjo (século XVIII) e São Sebastião (século XVIII) e nos altares estão as imagens de Santa Luzia (século XVIII) e de Nossa Senhora de Fátima (século XX).

#### Lado da Epístola
À entrada encontra-se um quadro da Circuncisão do Menino (século XVIII).

Todo esse lado é dominado pela Capela da Arcada ou de Nossa Senhora do Rosário “a Franca” (século XVII) com acesso por três arcos envoltos por colunas e pilastras em jaspe branco.

Por baixo do arco esquerdo existe a Pia Baptismal (século XV) tendo gravada uma mitra sobre uma roda de navalhas correspondente às armas do cardeal Alpedrinha (confessor da rainha D. Leonor de Lencastre). Junto estão as imagem de Santo António (século XVIII) e a Nossa Senhora da Piedade-Pietá (século XVIII). Debaixo do arco central está o móvel Confessionário (século XVIII).

No interior em talha dourada está o Retábulo de Nossa Senhora do Rosário “a Franca” (século XVIII), protetora dos produtores de círios e velas que está ladeado pelas imagens de São Joaquim (século XVIII) e Santa Ana (século XVIII) e pelos Bustos Relicários de Santa Apolónia (século XVII) e de Santa Eufémia (século XVII). Na base está um camarim envidraçado com a imagem de Santa Filomena (século XVIII).

A parede está forrada por painéis de azulejo monocromáticos azuis representando os Mistérios da Vida de Nossa Senhora (século XVIII).

Sobre os arcos laterais existem quadros com a Apresentação do Menino no Templo (século XVIII) e a Adoração dos Reis Magos (século XVIII).

#### Altar-Mor
É forrado de madeira com envasamentos a estuque, a imitar mármore. Sobre o sacrário existe uma enorme imagem em madeira de Cristo Crucificado (século XVIII). Aos cantos estão os santos oragos São Tiago Maior (século XVII) e São Martinho (século XVIII) e aos lados existem nichos com o Sagrado Coração de Maria (século XX) e o Sagrado Coração de Jesus (século XX).

A ladear o arco da Capela-Mor estão os altares de Santa Águeda (século XVII) e de Santa Bárbara (século XVIII) e sobre elas os quadros de Santa Isabel, de São João (século XVIII) e da Sagrada Família (século XVIII).

## Proteção
Classificada como imóvel de interesse público (anexo II) pelo Decreto nº 2/96, do Diário da República - I Série-B, Nº 56 de 6 de março de 1996 na página 450.

## Oragos
- São Tiago (Santiago) e São Martinho

## Festas anuais
- 2 de Fevereiro (Nossa Senhora das Candeias)
- 25 de Julho (São Tiago Maior)
- 11 de Novembro (São Martinho)
- 13 de Dezembro (Santa Luzia)